# Kalifornská zlatá horečka
Kalifornská zlatá horečka (1848–1855) začala 24. ledna 1848 v Coloma (Kalifornie), když bylo Jamesem Marshallem při stavbě Sutterovy pily objeveno zlato. Zpráva o objevu se brzy rozšířila, výsledkem bylo 300 000 mužů, žen a dětí, kteří přišli do Kalifornie ze zbytku Spojených států a zahraničí. United States Geological Survey odhaduje, že během prvních pěti let zlaté horečky bylo vytěženo až 370 tun zlata. Cena tohoto množství zlata by dnes činila přibližně 16 miliard dolarů. Do dneška se na území Kalifornie podle odhadů vytěžilo okolo 3700 tun zlata.

## Příchod zlatokopů
První, ke kterým se zpráva o zlaté horečce dostala, byli obyvatelé Oregonu, Havajských ostrovů a Latinské Ameriky. Tito lidé se také jako první začali hrnout do Kalifornie, a to koncem roku 1848. Z 300 tisíc jedinců, kteří do Kalifornie doputovali, dorazila přibližně polovina mořskou plavbou. Zbytek přišel z východu USA Kalifornskou stezkou a stezkou vedoucí podél řeky Gily. Lidé hledající zlato, nejčastěji nazývaní „forty-niners“ („devětačtyřicátníci“, podle roku 1849, kdy se odehrála hlavní vlna zlaté horečky), se na svých cestách často potýkali s nedostatkem jídla a jiného majetku. Zatímco většina nově příchozích byla amerického původu, horečka do Kalifornie přitáhla desetitisíce lidí z Latinské Ameriky, Evropy, Austrálie či Číny.
Zpočátku bylo zlata tolik, že se hrudky daly sbírat přímo ze země. Později se zlato začalo získávat i z řek a potoků, pomocí jednoduchých technik, jako např. rýžování. Časem se vyvinuly další, sofistikovanější a technicky náročnější metody. Postupně se tak techniky stávaly dražšími a proto se zvýšil počet velkých firem v poměru k individuálním zlatokopům. Postupně se vytěžilo zlato v hodnotě desítek miliard dnešních dolarů, z čehož pochopitelně měli někteří lidé veliké zisky. Velká část zlatokopů se však musela vrátit domů bez jakýchkoli výrazných výdělků.

## Vznik a rozkvět státu Kalifornie

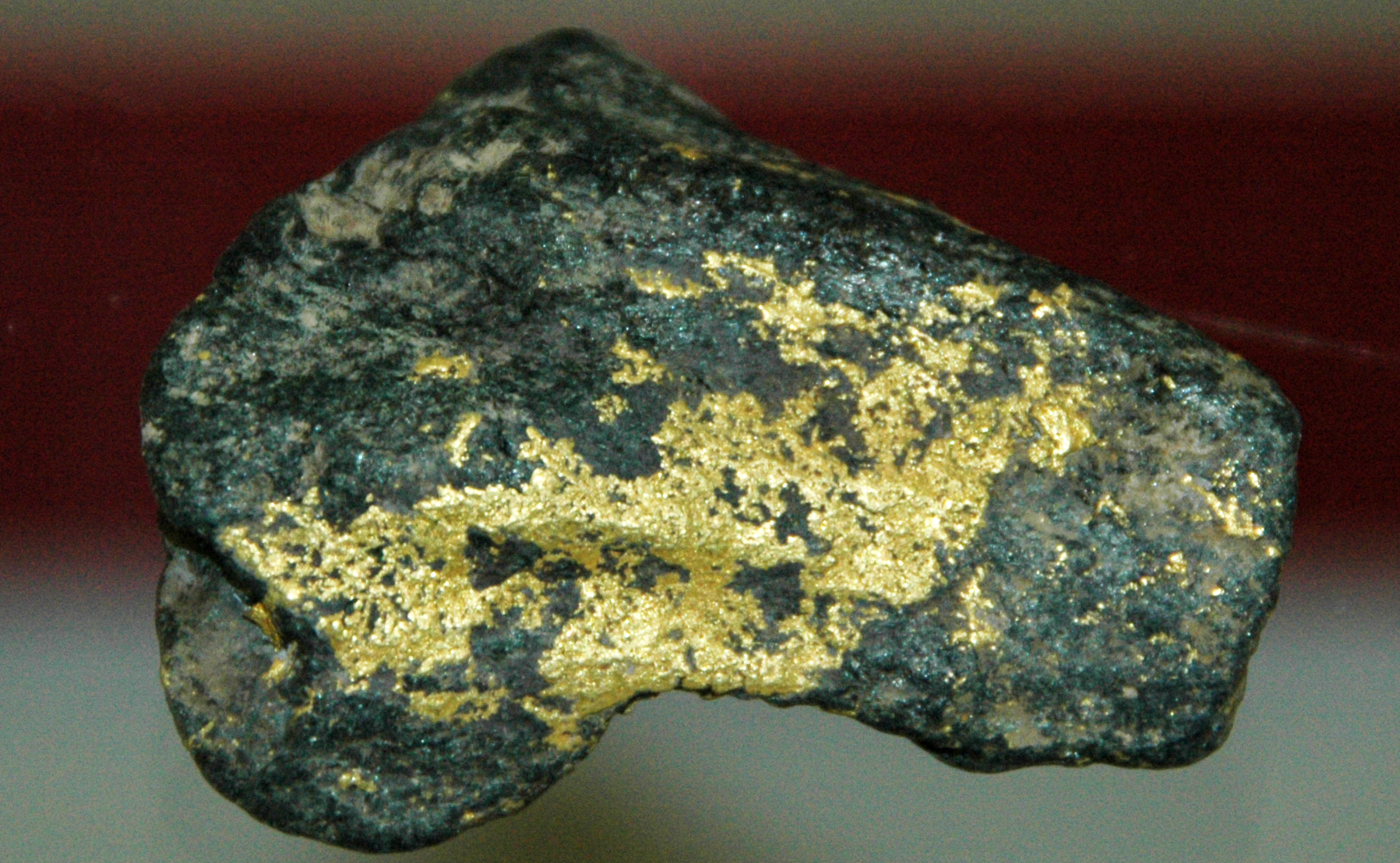
Zlato z dolu Stuckslacker v Colomě v expozici Hornického muzea v Leadville (Colorado)

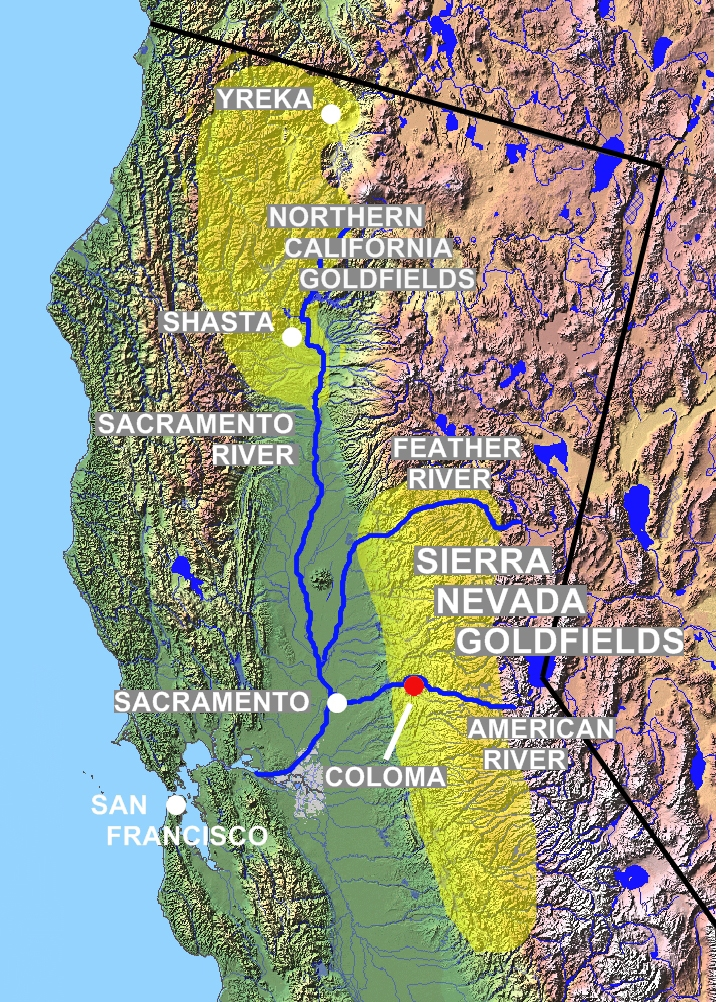
Na mapě Kalifornie jsou žlutě vyznačena nejvýznamnější zlatonosná území

Důsledky zlaté horečky byly velmi výrazné. San Francisco se během let 1846–1852 přeměnilo z malé osady, kde žilo přibližně 200 obyvatel, na město s okolo 36 000 obyvateli. Po celé Kalifornii se stavěly města, školy a kostely. V roce 1849 byla schválena státní ústava, byl vybrán guvernér a zákonodárný sbor a Kalifornie se roku 1850 v rámci Kompromisu z roku 1850 oficiálně stala státem.
Postupně se vyvinuly nové způsoby přepravy. Součástí běžné dopravy se staly parníky a napříč USA byla vybudována železnice propojující Kalifornii s východem. Noví osadníci ve státě výrazně rozvinuli zemědělství a farmaření. Na počátku zlaté horečky neexistovaly žádné zákony ohledně přivlastňování nemovitostí a tak zde platilo pravidlo „kdo dřív přijde, ten dřív mele“.
Zlatá horečka měla i své stinné stránky. Způsobila útoky proti indiánům žijícím na území Kalifornie. Ti byli násilně vyháněni ze svých pozemků. Odhaduje se, že během let 1848–1868 zemřelo okolo 100 000 indiánů, z nichž bylo přibližně 4 500 zavražděno. Kopání zlata také vedlo k poškození životního prostředí v okolí řek a jezer.